# Barcelona Triangle
Barcelona Triangle és una obra d'art feta per Albert Ràfols-Casamada el 1987 i que actualment forma part de la col·lecció permanent del MACBA.

## Història
L'obra es va crear en el context d'Art Triangle Barcelona del 1987, un projecte comissariat per Anthony Caro, artista i president de la Triangle Arts Association dels Estats Units, que va consistir en una trobada internacional d'artistes als quals es va oferir un espai de treball durant dues setmanes. L'experiència, basada en la idea anglosaxona (llavors molt incipient a Catalunya) del workshop, seguia el model de tallers que es realitzaven des del 1982 a Pine Plains (als afores de Nova York) com a trobada internacional anual d'artistes. Impulsat per l'Ajuntament de Barcelona, Art Triangle Barcelona va reunir vint-i-cinc artistes de tres països (els Estats Units d'Amèrica, Regne Unit i el Canadà) i quinze artistes de l'estat espanyol, majoritàriament catalans.
Del 14 de maig a l'1 de juny del 1987, els artistes van poder disposar de quatre grans espais de l'antiga casa de la Caritat, que llavors s'estava remodelant per acollir el futur Centre de Cultura Contemporània de Barcelona. El projecte partia del taller col·lectiu com a incitador de llenguatges i també tenia la finalitat de contribuir a formar el fons d'art per al futur Museu d'Art Contemporani de Barcelona. Dins de la producció de Ràfols-Casamada, Barcelona Triangle s'inclou en aquesta experiència singular. L'obra reflecteix la identitat plàstica d'un creador que ha estat un referent per a bona part de les generacions d'artistes catalans de la segona meitat de segle xx. Si en els seus primers treballs s'havia expressat amb un llenguatge informalista i més tard havia introduït el collage amb fotografies, papers i objectes de la quotidianitat, en la dècada dels vuitanta arriba a la maduresa creativa: reforça la seva recerca cromàtica i incorpora l'ús dels signes.

## Descripció
Com en altres obres de maduresa, Ràfols-Casamada opta per una tela de grans dimensions. L'obra es caracteritza per un ús determinat del color, la intercalació de signes i un marcat llenguatge poètic. Amb un traç segur i precís, l'artista mostra un element que és central en tota la seva obra pictòrica i també poètica: la seva profunda concepció de l'espai. Ràfols-Casamada fa emergir l'espai amb l'ajut del tractament cromàtic: «El color parla quan la matèria calla», escriu en els seus poemes. A través de la distribució de les masses cromàtiques en el quadre, en aquest cas masses blavenques, genera una forta sensació de profunditat i la noció d'un espai gairebé infinit.